# 旧金山城市学院
旧金山城市学院（英語：City College of San Francisco；简称：CCSF）位于美国加利福尼亚州旧金山的加州社大。目前学校有100,000学生在校就读，它是美国最大的教育社区和第二大机构。

## 历史
1935年，旧金山城市学院正式开始办学。1940年，新建立了海洋大道校区。目前，它已经拥有11个院系6个校区。

## 学校院系
- 行为与社会科学学院
- 工商管理学院
- 国际教育ESL学院
- 人文学院
- 科学和数学学院
- 飞机维修技术学院
- 建筑学院
- 天文学院
- 汽车学院
- 摩托车建筑维修施工学院

## 著名校友
- 乔·安卓（Joe Angel），演员
- 乔·阿尤（Joe Ayoob），足球运动员
- 比尔·贝克比（Bill Bixby），演员
- 艾伦·布鲁萨德（Allen Broussard），政要
- 玛格丽特·柯瑞沙克（Margaret Cruikshank），女作家
- 马辛·菲格特（Maxime Faget），社会名人
- 丹尼·葛洛佛（Danny Glover），黑人演员
- 德约·戈麦斯（DeJon Gomes），美式橄榄球运动员
- 德曼·哈瑞尔（Damian Harrell），运动员
- 马丁·詹金斯（Martin Jenkins），政要
- 赵悦明（Ed Jew），华裔政要
- 基斯·克尔（Keith Kerr），社会活动家
- 麦礼谦（Him Mark Lai），华裔作家
- 丽莎·洛（Lisa Law），制片人
- 塞西莉亚·塞丽娜·莫尼卡（Monica Cecilia Lozano），银行家
- 理查德·刘（Richard Lui），华裔记者
- 李·玛丽韦（Lee Meriwether），女演员
- 派特·帕鲁森（Pat Paulsen），演员
- O·J·辛普森（O. J. Simpson），演员
- 希拉里·凡·戴克（Hilary Van Dyke），演员

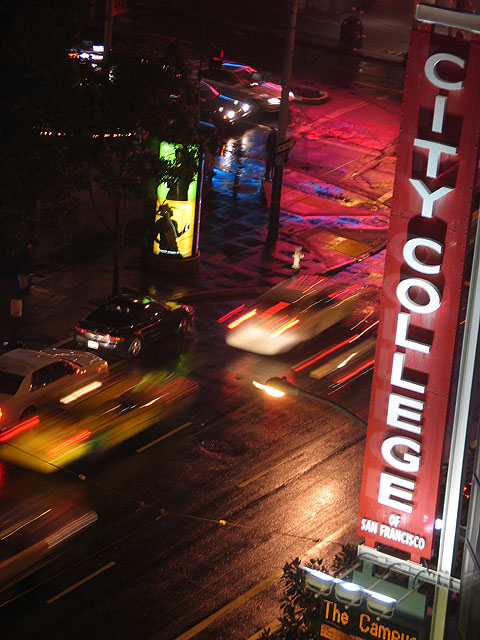
学校建筑。